# Donji Stranjani
Donji Stranjani (Servisch cyrillisch Доњи Страњани) is een plaats in de Servische gemeente Prijepolje. De plaats telt 120 inwoners (2002).